# Just-Ice
Just-Ice, de son vrai nom Joseph Williams, Jr., né le 22 juin 1962 à Brooklyn, New York, est un rappeur américain. Il est l'un des premiers rappeurs à avoir affiché une attitude agressive dans ses chansons, rap hardcore ou gangsta rap, sans tomber toutefois dans la vulgarité. Il est considéré par la presse spécialisée comme un pionnier du gangsta rap.

## Biographie
Williams est né le 22 juin 1962 à Fort Greene, Brooklyn, dans la ville de New York, et se popularise en dehors de sa ville grâce à son look à la Mike Tyson et son attitude agressive. À l'âge de treize ans, il adhère à la Nation of Gods and Earths, également appelée Five-Percent Nation (of Islam). Il choisit le nom de Just-Ice en 1986, un dérivé du nom qu'il s'est choisi dans le cadre des Five-Percenters[réf. nécessaire]. Il publie les chansons Latoya et That Girl is a Slut qui le mènent à signer avec le label Fresh/Sleeping Bag Records. En 1986, il publie une chanson intitulée Gangster of Hip Hop. Son premier album Back to the Old School est publié en 1986, au label new-yorkais indépendant Sleeping Bag. Il est classé 67e des Billboard RnB Albums.
En 1987, il est appréhendé par la police de Washington, D.C., accusé d'avoir assassiné un dealer selon un article intitulé Murder, Drugs, and the Rap Star du Washington Post, et cet événement lui attribue une notoriété. Just-Ice est ouvertement ennemi de la scène go-go locale et contre Run-D.M.C.. La même année, en 1987, Just-Ice publie son deuxième album, Kool and Deadly produit par KRS-One,. Bien qu'ayant atteint la 14e place des Billboard RnB Albums, Kool and Deadly ne reçoit pas les mêmes éloges que le premier album de Just-Ice, Back to the Old School. Son troisième album, The Desolate One, publié en 1989, ne fait guère mieux ; celui-ci atteint la 19e place des Billboard RnB Albums et fait également participer KRS-One.
En 1990, Just-Ice et Sleeping Bag semblent se faire surpasser pour une nouvelle génération de rappeurs et de labels. Il continue de publier quelques albums dans les années 1990 dans des petits labels, et sont peu remarqués par le public. Il commence avec l'album Masterpiece publié en 1990 classé 73e des Billboard RnB Albums. Il suit avec Gun Talk en 1993 classé 67e des Billboard RnB Albums, puis de Kill the Rhythms (Like a Homicide) le 21 novembre 1995 et de VII le 7 avril 1998. Toujours dans les années 1990, Just-Ice devient membre d'un groupe de hip-hop appelé Stop the Violence All Stars, qui ne compte qu'un single, Self Destruction publié en 1990.
En 2009, il publie son dernier album, 32 Degrees sur iTunes. En 2010, Williams annonce son retour et s'associe de nouveau avec KRS-One pour un nouvel EP. En juillet 2010, ils publient leur EP intitulé The EP, Volume 1.

## Discographie

### Albums studio
- 1986 : Back to the Old School
- 1987 : Kool and Deadly
- 1989 : The Desolate One
- 1990 : Masterpiece
- 1993 : Gun Talk
- 1995 : Kill the Rhythm (Like a Homicide)
- 1998 : VII
- 2008 : Gangster Boogie (uniquement en téléchargement)
- 2010 : 32 Degrees (uniquement en téléchargement)

### Album collaboratif
- 2010 : The Just-Ice and KRS-One EP, Vol. 1 (uniquement en téléchargement)